# Élections législatives argentines de 2013
Les élections législatives argentines de 2013 se sont tenues le dimanche 27 octobre 2013, pour élire 130 des 257 députés pour la période 2013-2017.
Le parti de la présidente Cristina Fernández de Kirchner, le Front pour la victoire (FPV) gagne les élections en conservant la majorité à la Chambre des députés et au Sénat, mais accuse la perte des quatre principales provinces du pays.